# (3644) Kojitaku
(3644) Kojitaku ist ein Asteroid des Hauptgürtels, der am 5. Oktober 1931 vom deutschen Astronomen Karl Wilhelm Reinmuth an der Landessternwarte Heidelberg-Königstuhl (IAU-Code 024) entdeckt wurde.
Benannt wurde der Asteroid nach dem japanischen Amateurastronomen Takuo Kojima (* 1955).